# Fresh Prince (trill 4ever)
Fresh Prince (trill 4ever) – singel polskich raperów Bedoesa i Malika Montany. Utwór pochodzi z trzeciego albumu studyjnego Bedoesa, Opowieści z Doliny Smoków. Singel został wydany 29 listopada 2019.
Nagranie uzyskało w Polsce certyfikat platynowej płyty, przekraczając liczbę 50 tysięcy sprzedanych kopii.

## Geneza utworu i historia wydania
Utwór napisali i skomponowali Borys Przybylski, Mosa Ghawsi oraz Kamil Łanka, który również odpowiada za produkcję utworu.
Singel ukazał się w formacie digital download 29 listopada 2019 w Polsce za pośrednictwem wytwórni płytowej SBM Label. Piosenka została umieszczona na trzecim albumie studyjnym Beodesa – Opowieści z Doliny Smoków.

## Lista utworów
- Digital download[4]

1. „Fresh Prince (trill 4ever)” – 2:50

## Certyfikaty
| Kraj          | Certyfikat      | Sprzedaż |
| ------------- | --------------- | -------- |
| Polska (ZPAV) | platynowa płyta | 50 000+  |